# Віллібальд Крес
Віллібальд Крес (нім. Willibald Kreß, 13 листопада 1906, Франкфурт-на-Майні — 25 січня 1989, Гіссен) — німецький футболіст, що грав на позиції воротаря, за клуб «Дрезднер», а також національну збірну Німеччини. По завершенні ігрової кар'єри — тренер.
Дворазовий чемпіон Німеччини. Дворазовий володар Кубка Німеччини. Володар Суперкубка Німеччини. 

## Клубна кар'єра
У футболі дебютував 1929 року виступами за команду клубу «Рот-Вайс» (Франкфурт), в якій провів три сезони. 
Протягом 1932—1933 років захищав кольори французького клубу «Мюлуз».
1933 року перейшов до клубу «Дрезднер», за який відіграв 11 сезонів.  Завершив професійну кар'єру футболіста у 1944 році.

## Виступи за збірну
1919 року дебютував в офіційних матчах у складі національної збірної Німеччини. Протягом кар'єри у національній команді, яка тривала 16 років, провів у її формі 16 матчів, пропустивши 25 голів.
У складі збірної був учасником чемпіонату світу 1934 року в Італії, де зіграв з Бельгією (5-2), зі Швецією (2-1) і з Чехословаччиною (1-3), а матч за третє місце з Австрією (3-2) пропустив.

## Кар'єра тренера
Розпочав тренерську кар'єру невдовзі по завершенні кар'єри гравця, 1947 року, очоливши тренерський штаб клубу «Франкфурт».
Останнім місцем тренерської роботи був клуб «Вупперталь», головним тренером команди якого Віллібальд Крес був з 1959 по 1961 рік.
Помер 25 січня 1989 року на 83-му році життя у Гіссені.

## Титули і досягнення
- Чемпіон Німеччини (2):

«Дрезднер»: 1943, 1944
- Володар Кубка Німеччини (2):

«Дрезднер»: 1940, 1941
- Володар Суперкубка Німеччини (1):

«Дрезднер»: 1941
- Бронзовий призер чемпіонату світу: 1934